# ليونيل كوكس (لاعب رماية)
ليونيل كوكس هو لاعب رماية بلجيكي، ولد في 11 يوليو 1981 في Ougrée ‏ في بلجيكا.

## وصلات خارجية
- ليونيل كوكس على موقع الاتحاد الدولي (الإنجليزية)
- ليونيل كوكس على موقع اللجنة الأولمبية الدولية (الإنجليزية)
- ليونيل كوكس على موقع أوليمبيديا (الإنجليزية)
- ليونيل كوكس على موقع اللجنة الأولمبية البلجيكية (الهولندية)